# Кондратюк Юрій Васильович
Ю́рій Васи́льович Кондратю́к (справжнє ім'я Шаргей Олександр Гнатович; нар. 9 (21) червня 1897, Полтава, Україна — 23 лютого 1942) — український учений-винахідник, один із піонерів ракетної техніки й теорії космічних польотів. Автор «траси Кондратюка», якою подорожували на Місяць космічні кораблі «Аполлон». Мав серед іншого шведське та єврейське походження, проте виховувався в середовищі української інтелігенції, до чийого кола входила його бабуся Катерина Даценко, тож в документах навіть у суворі 1930-ті роки репресій зазначав себе як українець, а рідною мовою українську.

## Життєпис

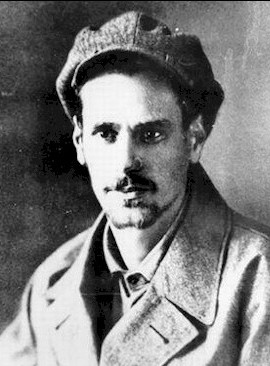
Юрій Кондратюк

Народився в Полтаві. Мати, Людмила Львівна Шаргей (до шлюбу баронеса Шліпенбах — нім. von Schlippenbach) — викладачка французької мови, батько, Ігнатій Бенедиктович Шаргей, — єврейський конвертит католицького віросповідання, студент Київського університету. Вихованням маленького Олександра займались його бабуся Катерина Кирилівна і нерідний дід, її другий чоловік Яким Микитович Даценко, син священників з села Мала Павлівка, колишньої Грунської сотні. У місті Яким Даценко людина відома — колишній земський лікар міста Зінькова, та ще статський радник, який служить у державній скарбниці ("казначействі"). Нерідко сам Яким Микитович, один або з Панасом Мирним вирушав в Полтаві на Малу Садову вулицю, де жив Володимир Галактіонович Короленко. Мати Олександра Шаргея хворіла й не виходила з психіатричної лікарні. Батько Олександра ж, з категорії «вічних студентів», навчався у Німецькій імперії. Олександр Шаргей писав в автобіографічній анкеті про своїх батьків таке: «…меня вырастил неродной дедушка». Після повернення до Російської імперії 1906 року батько, Ігнатій Бенедиктович, забрав із собою сина до столиці імперії Санкт-Петербургу.
У 1910—1916 навчався в Другій полтавській чоловічій гімназії. Закінчив її зі срібною медаллю.
1916 року вступив до механічного відділення Петроградського політехнічного інституту, але в листопаді того ж року був призваний в армію і зарахований до школи прапорщиків при одному з петербурзьких юнкерських училищ. До демобілізації в березні 1918 року воював на турецькому фронті. Після Жовтневого перевороту як офіцер революційної армії вільної Росії був мобілізований до Білої армії, але дезертирував із неї і оселився в містечку Сміла (тепер Черкаська область). Побоюючись репресій за своє офіцерське минуле, за допомогою своєї мачухи Олени Петрівни Карєєвої роздобув документи на ім'я Юрія Васильовича Кондратюка і під цим іменем прожив до кінця життя.
Незалежно від Костянтина Ціолковського вивчав основні проблеми космонавтики, космічних польотів і конструювання міжпланетних кораблів. У праці «Завоювання міжпланетних просторів» (1929) вивів основне рівняння польоту ракети, розглянув енергетично найвигідніші траєкторії космічних польотів, виклав теорію багатоступеневих ракет. Першим сформулював теорію багатоступеневих ракет, запропонував використовувати для ракетного палива деякі метали й неметали та їхні водневі сполуки. Розглянув проблеми створення проміжних міжпланетних баз, ідею використання гравітаційного поля небесних тіл для розв'язання цих проблем.
Багато ідей Юрія Кондратюка (про створення космічних систем, про розрахунки траєкторій польотів для висадки на місячну поверхню) використано у практичній космонавтиці. Зокрема, результати його наукової праці «Про завоювання міжпланетних просторів» були використані при плануванні висадки американських астронавтів на Місяць (1969), на зворотному боці якого іменем Кондратюка названо кратер.
З початком Другої світової війни вступив добровольцем до народного ополчення.
Довгий час уважалося, що Юрій Кондратюк загинув 3 жовтня 1941 року (тому на меморіальній дошці у Полтаві, фото якої наведено нижче, роком смерті вченого вказано 1941 рік). Проте, згодом були знайдені докази того, що Ю.Кондратюк був живий і після цієї дати (наприклад його підпис у відомості, датований січнем 1942 року). Тому поширеною стала версія, що вчений загинув 23 лютого 1942 року під містом Кіровим Калузької області. Похований у братській могилі, розташованій у сосновому лісі на околиці міста Кірова Калузької області (у кінці вулиці Красний Бор, за 20 метрів від дороги Кіров — Верхня Пісочня; 54°05′11.78″ пн. ш. 34°16′53.38″ сх. д. / 54.0866056° пн. ш. 34.2814944° сх. д.). За версією Джона Губолта, помер у 1952 році у США.. Іншою є версія, що він загинув у концтаборі. Як аргумент прихильники цієї версії наводили факт виявлення після війни в Пенемюнде рукописного зошита Юрія Кондратюка з формулами й розрахунками з ракетної техніки, хоча цей факт жодним чином не доводить смерть вченого, а лише є доказ на користь того, що він не загинув у боях на передовій і потрапивши до полону перебув у цьому концтаборі. Що не спростовує слів Губолта, адже разом з Вернером фон Брауном до США перебралася ціла плеяда помітних науковців з території Німеччини. Найбільш сміливою версією є та, в якій стверджується, що «Вернер фон Браун» — це лише чергова личина майстра перевтілень Шаргея, а не окрема історична постать, тобто фон Браун і Кондратюк — та сама людина, проте це твердження спростовується попередніми словами Губолта про дату смерті Кондратюка.

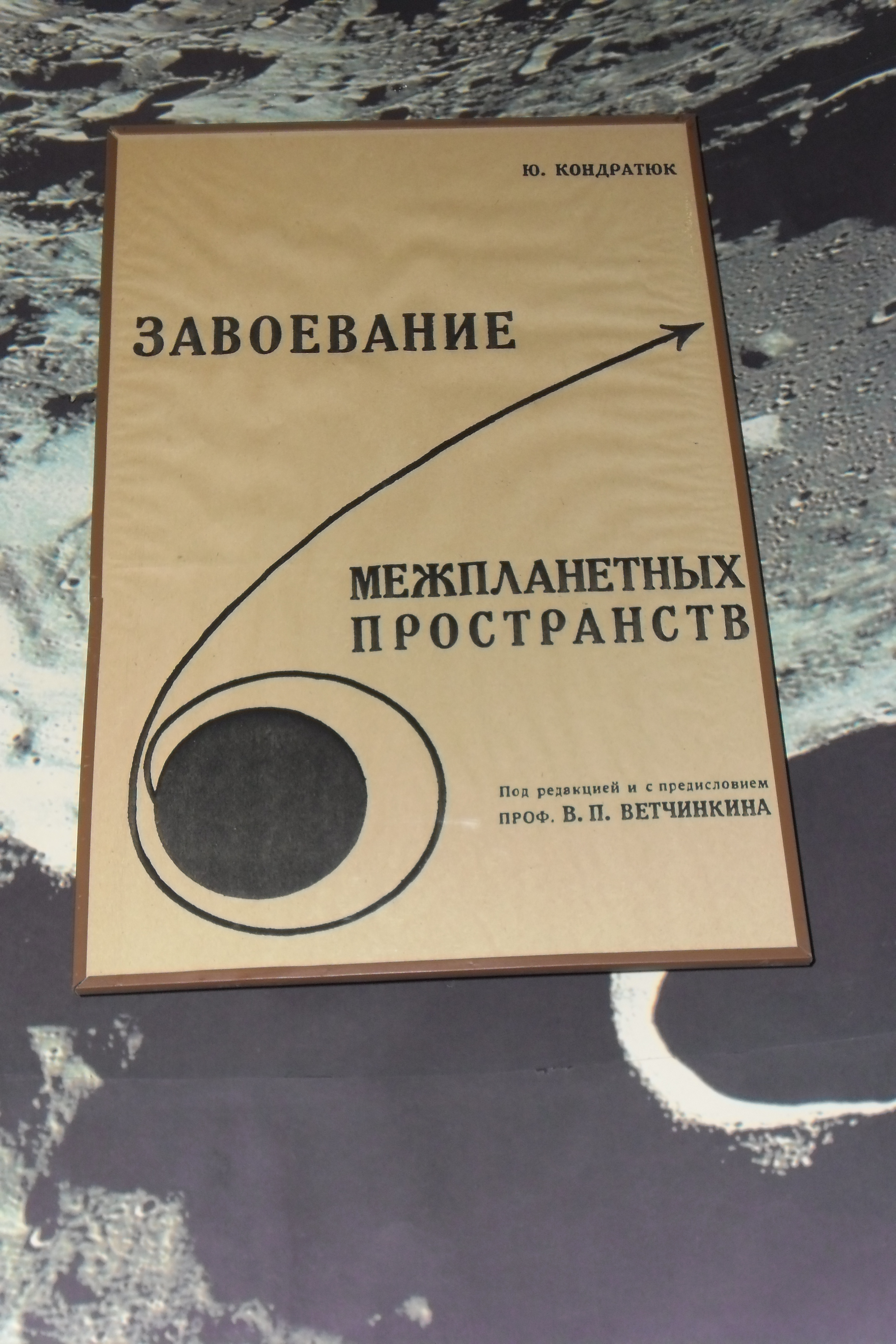
«Завоювання міжпланетних просторів».

## Основні дати творчого життя
- 1925 року надіслав до Головнауки у Москву рукопис «Про міжпланетні подорожі», продовжував працювати механіком у різних містах та регіонах СРСР (Кубань, Осетія, Сибір). «Найповніше дослідження міжпланетних подорожей з усіх, що були написані досі», — так відгукнувся про дослідження Кондратюка професор Ветчинкін;
- У січні 1929 року в Новосибірську побачила світ книга Кондратюка-Шаргея «Завоювання міжпланетних просторів» [Архівовано 5 жовтня 2013 у Wayback Machine.] (видана власним коштом автора);
- 1930 року засуджений за неправдивим звинуваченням у шкідництві, працював у конструкторському бюро ОДПУ інженером-конструктором (до 1932 року);
- 1932–1933 — у Новосибірську працював над проєктом потужної Кримської вітроелектростанції. Наступного року продовжив цю роботу в Харкові. Проєкт передбачав вітроелектростанцію потужністю в 12 тисяч кіловат, тоді як зарубіжні аналоги обмежувалися сотнею;
- 1939 року Кондратюк очолив відділ проєктно-експериментальної установи вітроелектростанцій у Москві.

## Внесок у науку і міжнародне визнання
Юрій Кондратюк увійшов до історії науки і техніки як автор багатьох оригінальних ідей (і не лише для космосу), реалізованих його послідовниками в практиці розвитку ракетно-космічної галузі. Зокрема, він уперше обґрунтував економічну доцільність вертикального злету ракет, створення проміжних баз під час польотів, гальмування у верхніх шарах атмосфери, використання сонячної енергії космічними апаратами тощо. Очевидно, найбільшим його досягненням є проєкт розрахунків польоту людини на Місяць, який використали американці, реалізовуючи запуск астронавтів на природний супутник Землі. Наприкінці 1960-х років журнал «Лайф» познайомив читачів з деякими деталями підготовки американської програми «Аполлон». У Головному управлінні пілотованих польотів при Національному управлінні з аеронавтики та дослідження космосу (NASA) під час обговорення варіантів польоту на Місяць виникла суперечка між групою Вернера фон Брауна і групою Джона Губолта, яка пропонувала вивести корабель на навколомісячну орбіту, потім відокремити й спустити на Місяць спеціальну кабіну. Цю ідею, з якою пізніше погодилися всі керівники американської програми, взяли з книги Юрія Кондратюка «Завоювання міжпланетних просторів».
|            | «Коли березневого світанку 1968 року я схвильовано спостерігав на мисі Кеннеді за стартом ракети, що мала понести корабель „Аполлон-9“ у напрямку до Місяця, я думав про українця Юрія Кондратюка, що розрахував трасу, по якій повинні були летіти троє наших астронавтів». |
| — Д.Губолт | |

Астронавт Ніл Армстронг у 1969 році здійснив мрію Кондратюка («Лунар-орбіт-рандеву»).

## Ушанування пам'яті
- З 1970 року імені Юрія Кондратюка  вулиця в Мінському масиві в Києві.
- З 2016 року імені Юрія Кондратюка  вулиця на житловому масиві Червоний Камінь у місті Дніпрі.
- Федераціями космонавтики України та Росії була випущена загальна для обох держав пам'ятна медаль «Ю. В. Кондратюк».[14]
- Федерація космонавтики України заснувала медаль і диплом імені Ю. В. Кондратюка. Цієї нагороди удостоєні як українське вчені, конструктори, інженери, ветерани ракетно-космічної галузі, так і громадяни Росії, США, Китаю, що працюють з Україною за спільними програмами освоєння космічного простору.[15]
- У «Положенні про нагороди Аерокосмічного товариства України» є медаль ім. Ю. В. Кондратюка.[15]
- Його ім'ям названий відкритий 2001 року музей авіації та космонавтики у Полтаві.
- У Полтаві йому встановлений пам'ятник біля Полтавського музею авіації та космонавтики ім. Ю. В. Кондратюка.
- Ю. В. Кондратюку присвячено ювілейну монету «Юрій Кондратюк», яку викарбував НБУ на його честь 1997 року[16], а також дві поштові марки (1997 та 2002 років).
- Іменем ученого названо Полтавський національний технічний університет імені Юрія Кондратюка (ПолтНТУ) — вищий навчальний заклад в Україні.
- Його іменем названо астероїд 3084 Кондратюк.
- Його іменем названо кратер на зворотному боці Місяця.
- 21 червня 2012 року Google відзначив 115 років з дня народження Юрія Кондратюка встановленням принагідного дудла на головній сторінці[17].
- 2014 року занесений до Міжнародної космічної Зали Слави Музею історії космосу у Нью-Мексико[en][18].
- У 2015 р. Мала академія наук України ініціювала проєкт медалі Юрія Кондратюка.[19]
- 21 червня 2017 року на державному рівні в Україні відзначалась пам'ятна дата — 120 років з дня народження Юрія Кондратюка (справжнє ім'я та прізвище — Олександр Шаргей) (1897—1942), ученого-винахідника, розробника ракетної техніки і теорії космічних польотів.[20]
- У 2020 році National Geographic випустили серіал Космос: можливі світи, у 8 серії якого вшановується внесок Юрія Кондратюка у розвиток науки, та наголошується що саме його ідея «траси Кондратюка», зробила можливою подорож на Місяць на космічні кораблі «Аполлон». Стверджується  У серіалі стверджується що два невідомі космічні науковці, передали рукописи Кондратюка Джону Губолту. У серіалі наратор Ніл Деграсс Тайсон заявляє, що "Ряд найвидатніших людських досягнень тягнеться значно далі у минуле, а ніж ми могли припускати. Деякі корені — заховані глибоко в могилі останньої надії. Але якимось чином — мрії постають! Епічні експедиції Першої Золотої доби дослідження космосу, ймовірно й наступної, були можливі завдяки людині, чиїх два імені, одне справжнє, а одне фальшиве — однаково були забуті"

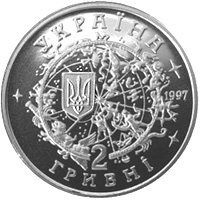
Ювілейна монета НБУ до 100-річного ювілею. Аверс
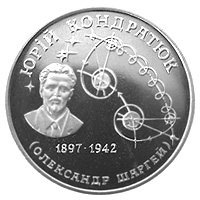
Ювілейна монета. Реверс
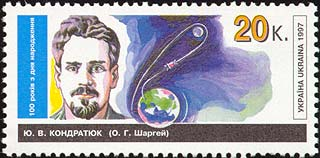
Поштова марка України до 100-річного ювілею
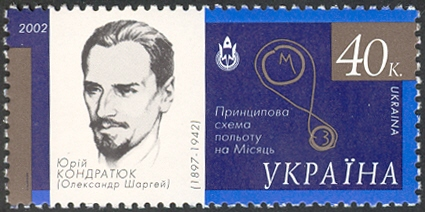
Поштова марка України із зображенням траси польоту на Місяць

Пам'ятник в Полтаві
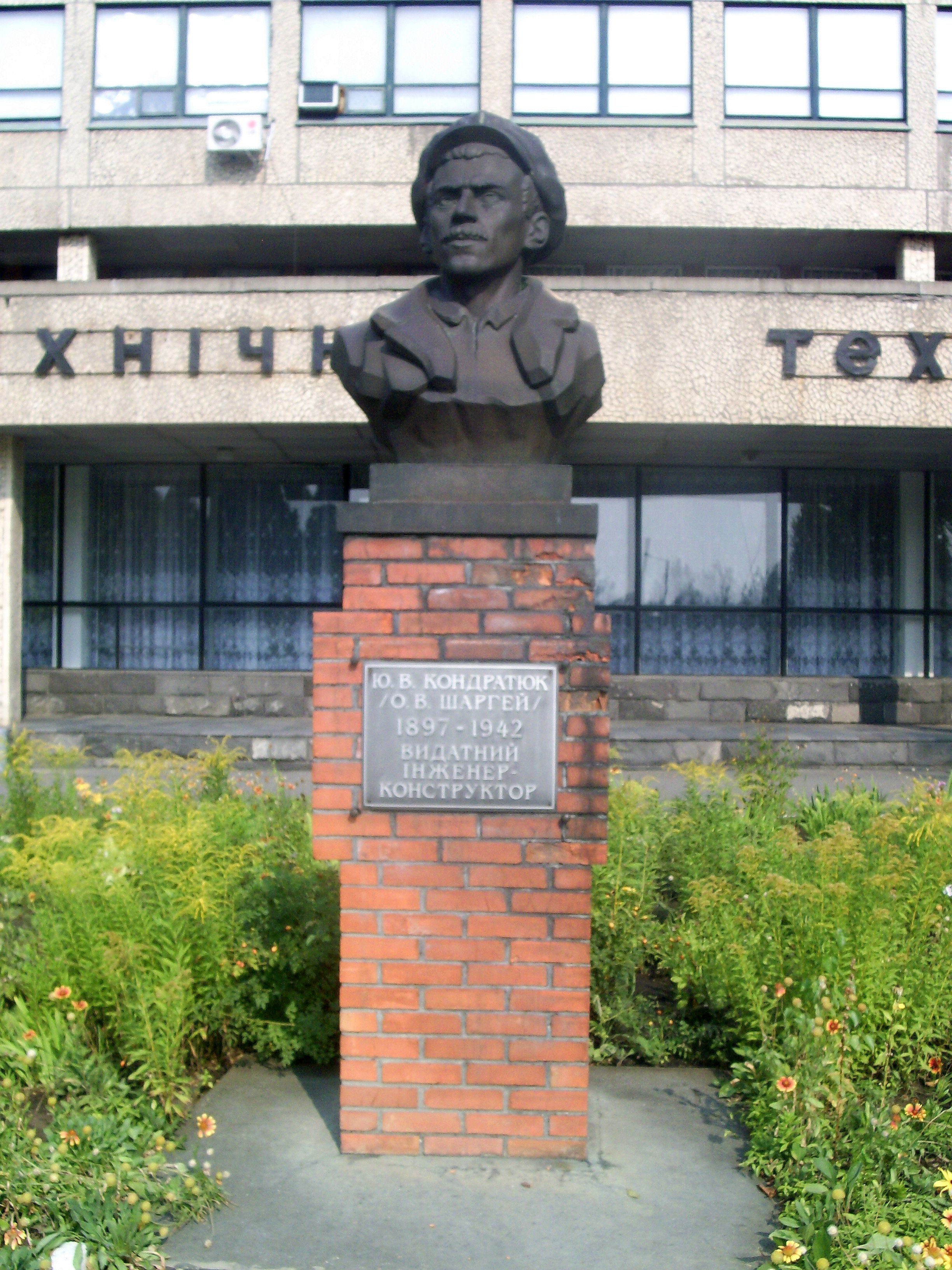
Пам'ятник в Горішніх Плавнях
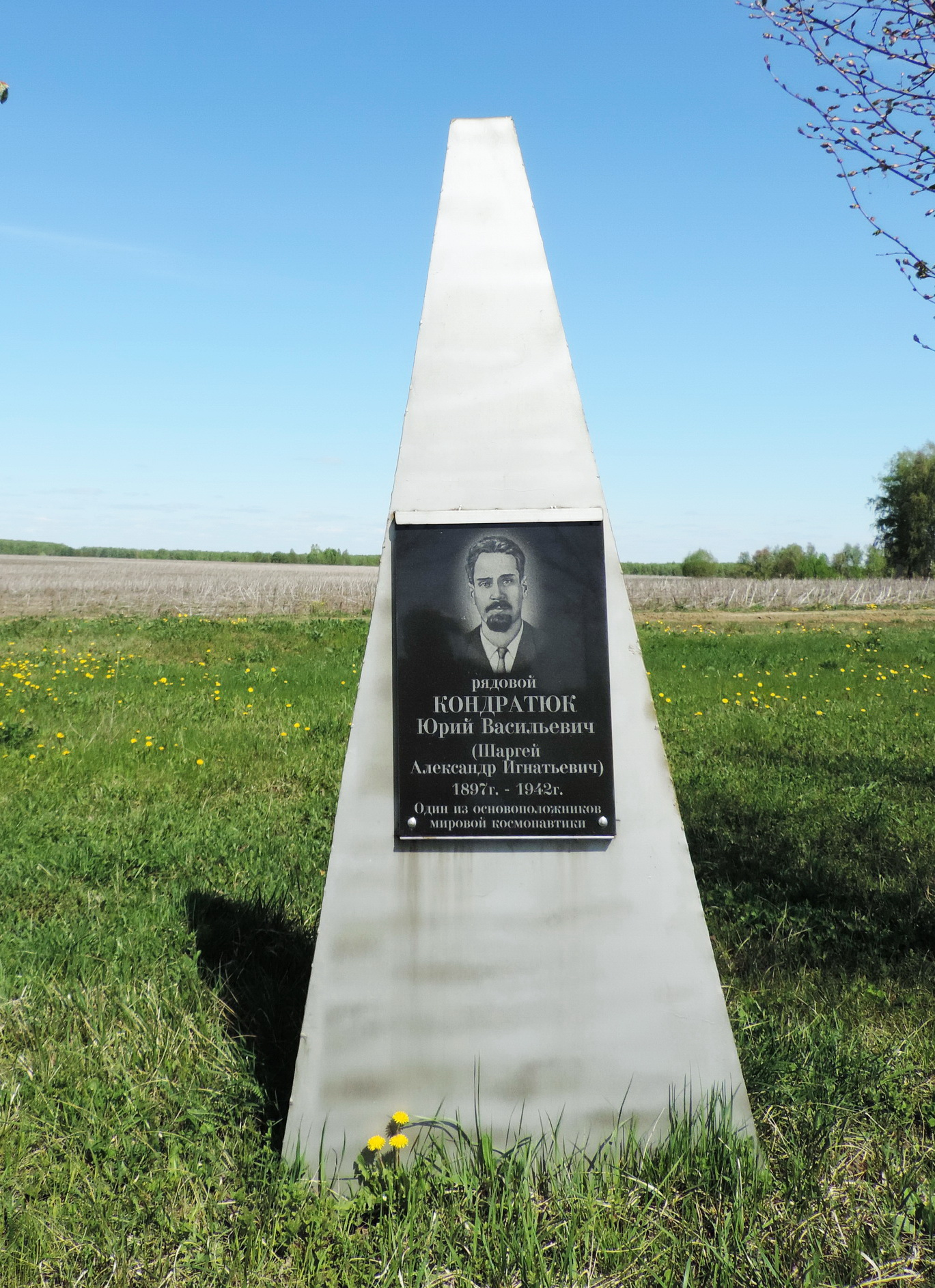
Пам'ятник на місці ймовірної загибелі
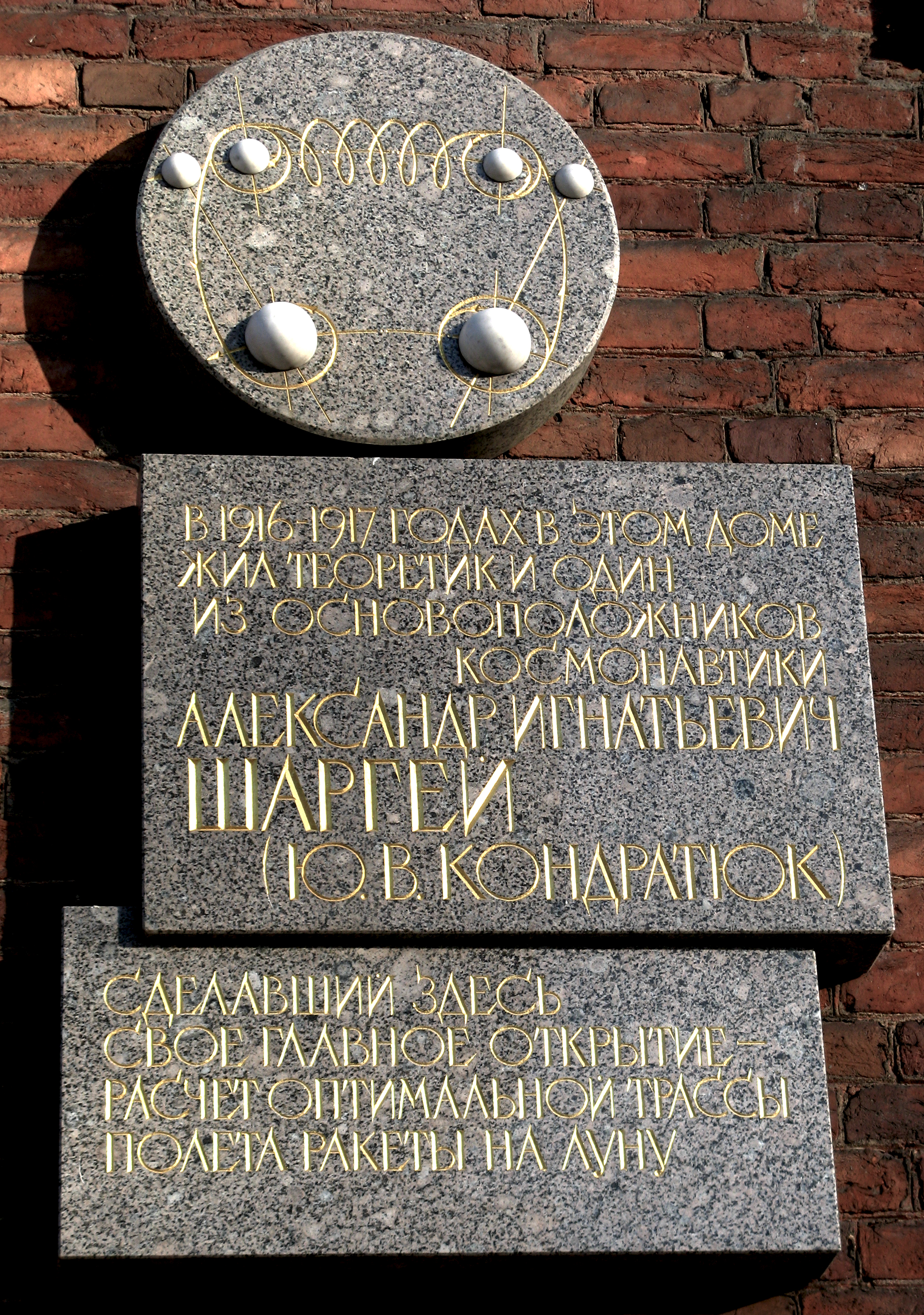
Меморіальна дошка у Санкт-Петербурзі
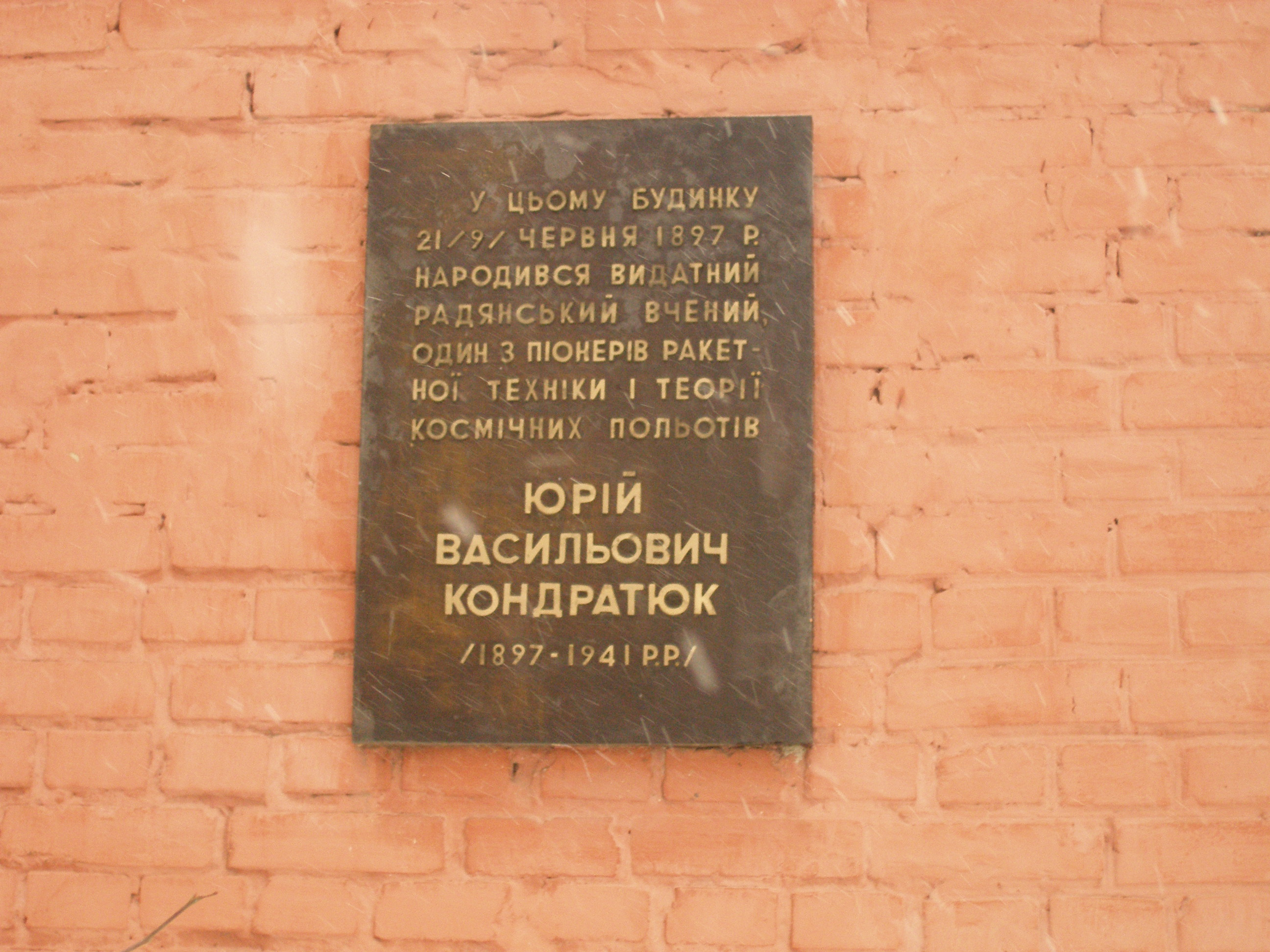
Меморіальна дошка на будинку, де народився Кондратюк у Полтаві